# 日本たばこ産業広島工場
日本たばこ産業広島工場（にほんたばこさんぎょうひろしまこうじょう）は、かつて広島県広島市南区に存在した、日本たばこ産業(JT)の工場。

## 概要

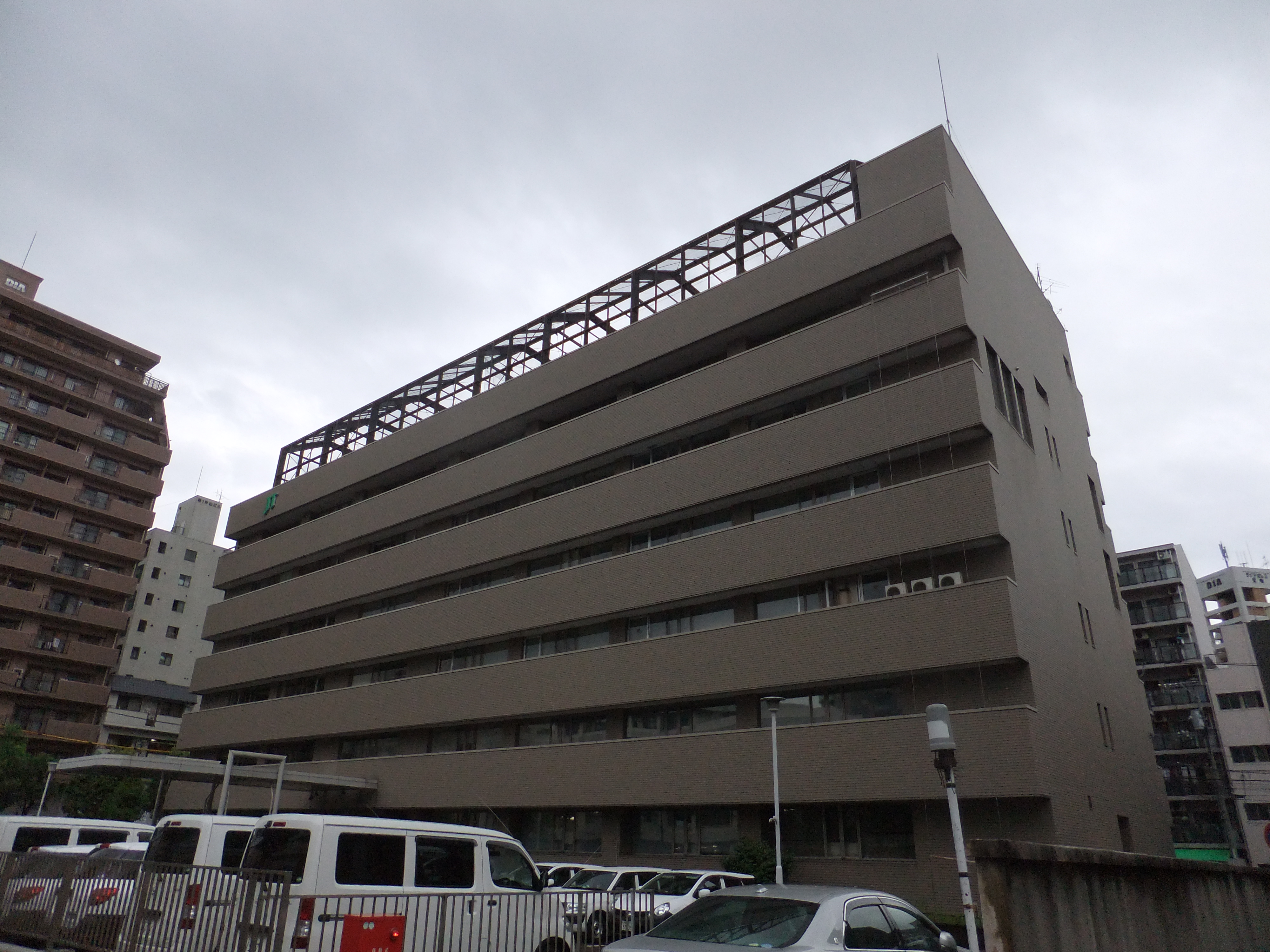
広島市中区宝町時代の旧日本たばこ産業広島支店

明治から大正初期に建てられた大蔵省専売局広島地方専売局のたばこ工場を前身とし、戦後は日本専売公社、のち民営化により日本たばこ産業の工場として運営していたが、現在は閉鎖している。
なお、専売公社時代は専売全てを扱っていたが、ここでは広島市にあったたばこ工場を中心に記載する。また、現在も南区段原に日本たばこ産業中国支社が存在するが、ここでは廃止した工場を中心に記載する。

## 沿革

### 前史
広島県におけるたばこ葉栽培の中心は、江戸時代から近代まで県東部だった。
元和元年（1615年）、将軍徳川秀忠に献上するため備後国神石郡豊松村（現神石高原町）にてたばこ葉栽培が始まり、後に「備後葉」と呼ばれ神石郡や甲奴郡で栽培された。また元禄年間（1688年から1704年）から安芸国沿岸部で試植が始まったたばこ葉は、賀茂郡や豊田郡で栽培されるようになりのち「三原葉」と呼ばれた。
つまりたばこ専売初期においては、備後葉を扱うため現在の府中市に、三原葉に加え塩の専売と当時商業の中心地であった尾道市に、専売業務の拠点が置かれ、広島市内には後述の通り当初は出張所が置かれていた。
ちなみに、府中の拠点であったJT府中工場は2002年に閉鎖され、敷地は現在府中市立府中小学校・府中中学校として活用されている。

### 地方専売局開局
1897年（明治30年）4月葉煙草専売法発布に伴い、市内段原町に「広島二等葉煙草専売所」として開設したのがそもそもの始まりである。1904年（明治37年）7月 、煙草専売局への改組に伴い、「府中葉煙草収納所出張所」となり、出張所内に「大阪第1製造所広島煙草蔵置所」を併設、紙巻たばこ販売を開始する。
1905年（明治38年）2月煙草専売法発布に伴い、それら2つを廃止し同地である段原町に「府中煙草製造所広島分工場（段原工場）」を開設した。この工場は当初設備が貧弱であったため一部は民間に委託していた状況であったことから、1908年（明治41年）分工場の増設を決定し候補地として市内皆実町の陸軍用地を買収した。1912年（大正元年）10月、「府中煙草製造所皆実分工場」の正式開設決定、1920年（大正9年）起工1924年（大正13年）竣工した。これにより委託製造していたもの全部を直営製造し始める。
1913年（大正2年）6月、組織再編に伴い「広島専売支局」に昇格、尾道にあった支局がここに移され広島県全域と愛媛・山口を管轄に、たばこの他に塩と樟脳の専売も扱うこととなった。
1921年（大正10年）7月、「広島地方専売局」に改編、以降全ての専売を掌握することとなった。またこれ機に段原に置かれていた地方局事務所を皆実に移設している。その後段原工場は1930年（昭和5年）に廃止、以降倉庫として用いられることになる。

### 近代の様子
職工は、1926年（大正15年）時点での男391人/女1,379人と圧倒的に女性が多かったのに対し、平均賃金は男1円81銭/女93銭であった。
たばこの種類は1929年（昭和4年）時点で、刻たばこ（煙管やパイプ用）「さつき」「あやめ」「はぎ」「なでしこ」、口付巻たばこ「敷島」「朝日」、両切巻たばこ「ゴールデンバット」を製造していた記録が残る。段原工場は、当初は刻たばこ専用工場で、皆実工場が出来た事を機に刻たばこ製造は皆実へ移し、敷島の製造を開始した。皆実工場は、当初から最新機械を導入し当時国内有数の専売局工場として運用されており、1922年（大正11年）から敷島を、1924年（大正13年）最終工事竣工後からゴールデンバットの製造を開始している。
大正時代、段原工場の南東端を掠るように軍事国道「国道特18号」が整備される計画があり、それに関連して工場の南東端付近に大正橋が架けられた。皆実工場整備が決定して以降である1912年から広島電鉄宇品線整備が始まり1935年（昭和10年）皆実町電停（現皆実町六丁目停留場）開業、戦時中には広島電鉄皆実線が整備され、ここと市内中心部および広島駅とが繋がることになった。

### 被爆

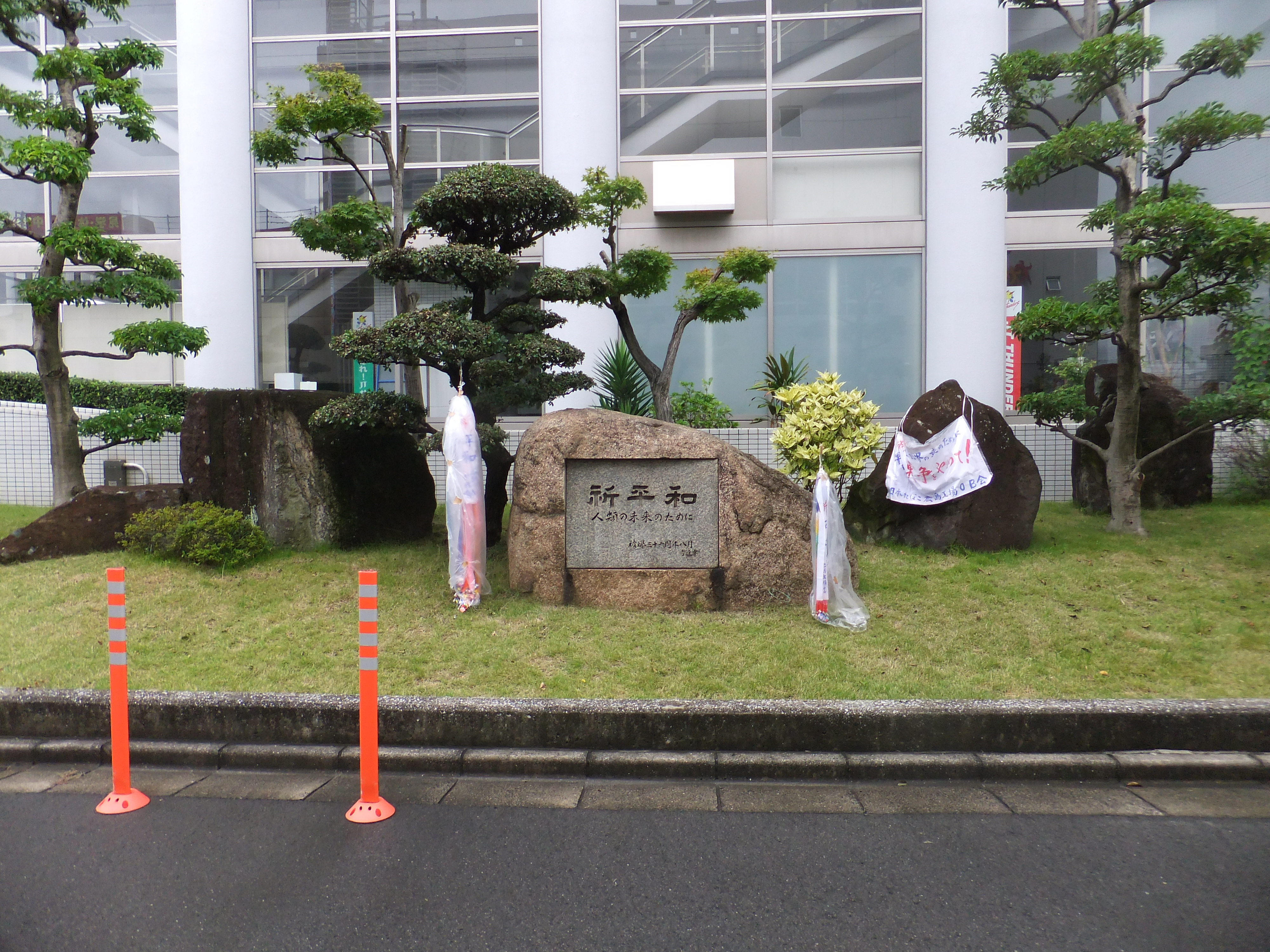
慰霊碑

以下に1945年（昭和20年）広島市への原子爆弾投下時点での諸元を示す。
- 業務内容
  - たばこの製造・販売
  - 樟脳および樟脳油の収容・クスノキの苗木養生および配付
- 皆実
  - 主要施設 - 地方局事務所、たばこ製造工場、医務室、休憩所、倉庫
  - 建物 - RC造 延5,648坪、木造 延3,903坪
  - 敷地内に防空壕が1つのみ
  - 当時在籍人数 - 約1,000人（うち局員が約700人、残りが動員学徒および女子挺身隊）
- 段原
  - 主要施設 - 倉庫のみ

同年7月頃、市内では建物疎開が行われていたが、専売局の重要度から全員がここで勤務し、更に動員学徒もその作業についていた。動員学徒は第一国民学校（現段原中学校）と県立第二高等女学校（統廃合により現皆実高）から派遣された。
同年8月6日、被爆。ここは爆心地から約2.28kmの所に位置した。爆風により窓ガラスが全て割れ、一部で屋根瓦も壊れたが、鉄筋コンクリートの建物は倒壊しなかった。事務所や工場はほぼ無事だったが、北側の隔離した位置にあった木造倉庫の一棟が自然発火し、消火作業にあたる人数もいなかったため、その付近の倉庫数棟を焼き尽くし、更にこの火事により当時構内に立地していた広島電鉄家政女学校の木造校舎・寮も消失した。この敷地の北側が広島ガスでありガスタンクもあったが延焼は免れている（右写真参照）。また被爆により送電線が切断され、工場としての機能は完全に停止した。
人的被害は即死が1人、負傷者は800人うち200人が動員学徒・女子挺身隊からだった。それとは別に動員学徒で来た第一国民学校の生徒2人が死亡した記録もある。ただほぼ室内で作業していたため、窓ガラスによる負傷以外での重傷者は比較的少なかった。医務室はすぐに空きがなくなり、事務所1階を救護所としてたばこ工場の一部を収容所として、健全な職員全員で救護にあたった。ちなみに、在外被爆者健康手帳の交付第1号は当時女子挺身隊の一員としてここで被爆した人物である。
終戦後、すぐに業務再開に向けて動き出し、同年10月半ば頃から工場の一部を使って手巻きたばこ「のぞみ」「ひかり」と「ゴールデンバット」の製造を再開した。当時闇市ではひかりを巻く木製の道具が飛ぶように売れた。

### 戦後
1949年（昭和24年）、大蔵省からの分離独立により日本専売公社が発足し、以降専売公社の工場となった。1969年（昭和44年）、地方局舎完成。
1985年（昭和60年）、民営化に伴い日本たばこ産業の工場となる。また、敷地南側には後に猫田記念体育館やJTサンダーズ合宿所およびスポーツクラブ「ルネサンス広島」が整備されている。
2002年（平成14年）、JTはたばこの需要低下のため国内8工場の閉鎖を発表、その中で広島工場も閉鎖となった。
2014年（平成26年）、11月1日 - 日本たばこ産業広島支店が、広島市中区宝町から広島市南区段原南のオフィス棟「広島イースト」へ移転。
2015年（平成27年）、4月1日 - 日本たばこ産業広島支店が、日本たばこ産業中国支社に改称。

### 現状

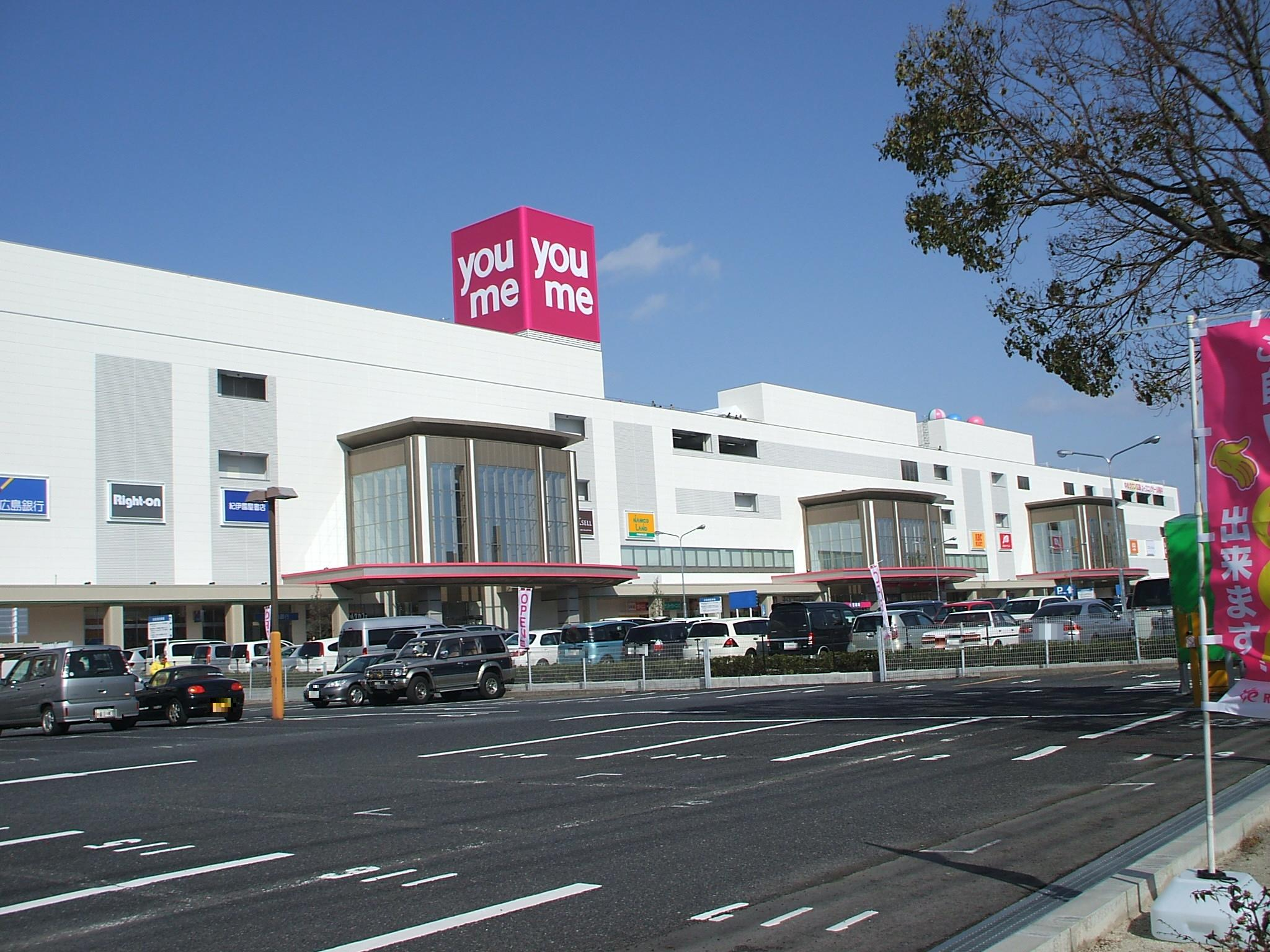
ゆめタウン広島

閉鎖を決定したJTは、まず広島市や他民間業者に土地購入の意志があるか募ったが、賃貸に切り替え企業を誘致する方向へ転換する。JTが建物を整備する方針で小売業者に公募した結果、イズミ誘致が決定した。イズミは以前より広島市内に大型店舗計画を立てていたが、先のキリンビール広島工場跡地誘致でダイヤモンドシティに敗れていたため（現イオンモール広島府中）、その代わりとしてここに注力していた。
2008年、跡地にゆめタウン広島が開店する。なお土地建物は現在もJTの所有であり、敷地内の猫田記念体育館やJTサンダーズ合宿所およびルネサンス広島はそのまま残した形となった。

## 部活動
戦前から部活動が活発で、中には全国大会に出場し結果を残したものもある。これは、官製工場という特性から福利厚生がしっかりしていたためであり、工場側が購入した備え付けの運動用具もあった。以下に「専売広島」「広島専売」の名前で活動していたチームを記載するが、どの部署に所属していたのが資料がないためこの工場で働いていない者も在籍していた可能性がある。

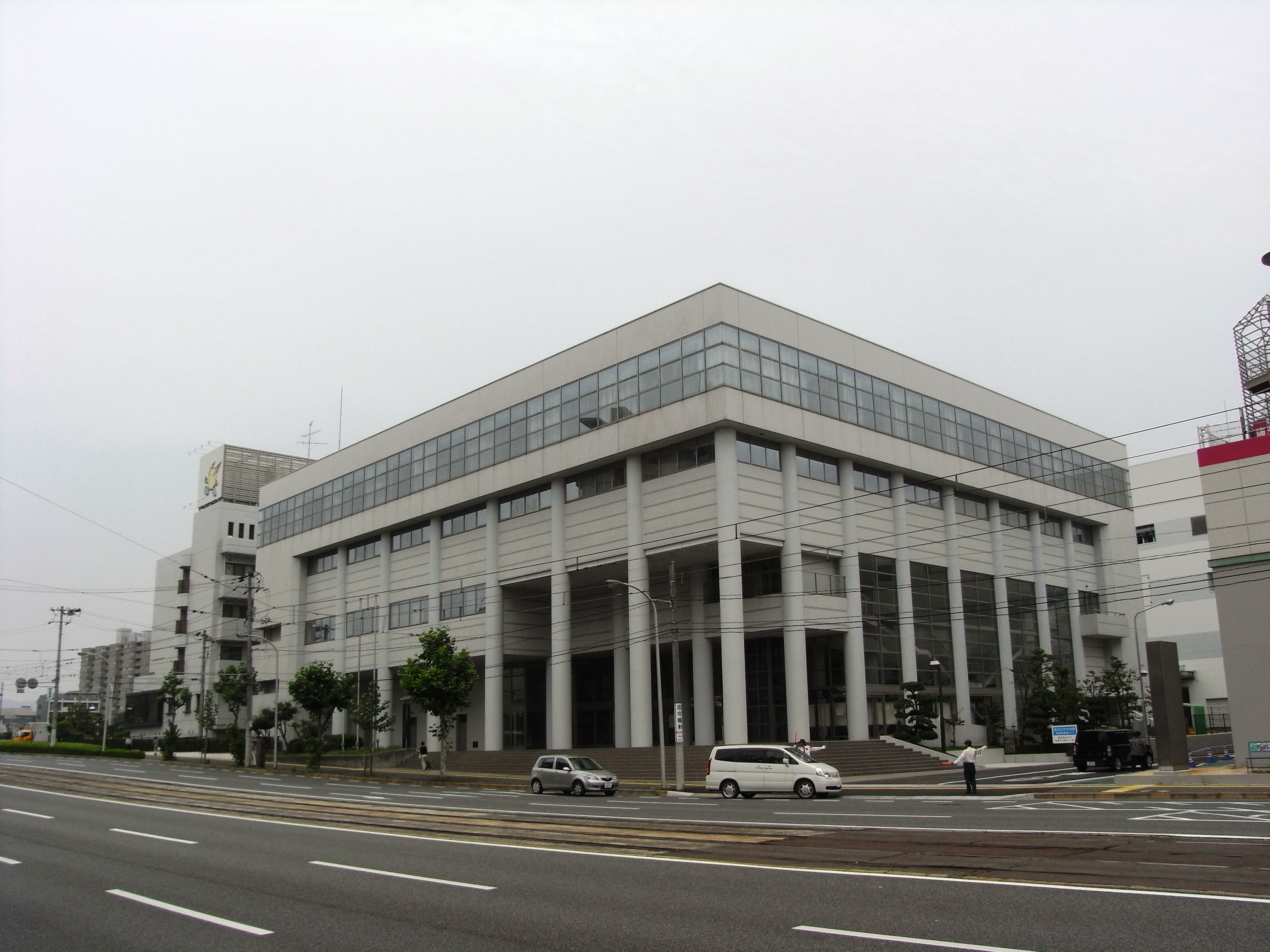
猫田記念体育館

バレーボール
上記の通り大正時代は圧倒的に女性が多かったこの工場で、大正時代末に女子バレーボール部が創部した。このチームは全日本9人制バレーボール総合選手権において1934年（昭和9年）・1935年（昭和10年）の連覇を達成するなど戦前の強豪チームであったが、1965年（昭和40年）頃を境に自然消滅したと言われている。
その女子バレーボール部の練習相手としてプレーしていた男子数人により創部したのが男子バレーボール部である。男子は戦前呉海軍工廠が圧倒的に強かったため全国大会へは出場できなかった。戦前の男子全日本において広島専売からは温井政記が唯一選ばれている。戦後1950年代後半から1960年代、特に猫田勝敏が入社して以降台頭し、現在はJTサンダーズとして存続している。
野球
もう一つ戦前の記録に残っているのが野球である。1932年（昭和7年）10月9日日米野球でのニグロリーグ選抜「ロイヤル・ジャイアンツ」戦に、日本の単独チームとして初めてアメリカのプロ野球チームに勝利している（4対3）。一方で戦前からあった都市対抗野球大会には出場した記録は残っていない。
のちにプロ野球選手に転身した人物に、濃人渉や広田修三らがいる。
その他
サッカー部は1957年天皇杯に中国地方代表として出場している。
卓球部は以前日本卓球リーグ男子1部に所属していた。

### 補足
1. ↑  なお、現在の日本たばこ産業中国支社も段原に位置するが、当時の専売所とは異なる場所である。
2. ↑  現在は南区霞に移転。
3. ↑  その後、専売公社→JTの女子バレーボールは茨木工場（JTマーヴェラス）に集約された。

## 参考資料
- 広島市『広島原爆戦災誌』（PDF）（改良版）、2005年（原著1971年）。オリジナルの2013年12月3日時点におけるアーカイブ。2014年8月1日閲覧。